# Erna Morena
Erna Morena (nacida Ernestine Maria Fuchs, 24 de abril de 1885 – 20 de julio de 1962) fue una actriz de cine, productora de cine, y guionista alemana de la época del cine mudo. Apareció en 104 películas entre 1913 y 1951.

## Biografía
Ernestine Maria Fuchs nació el 24 de abril de 1885 en el seno de la familia de clase media de Eugenie Fuchs (de soltera Seyler, 1862–1951) y Friedrich Fuchs (1859–1895). Tenía un hermano menor, Friedrich Fuchs (1890–1948), que llegó a ser investigador de Brentano.
Fuchs se trasladó a Múnich a los 17 años para asistir a la escuela de artes aplicadas. Posteriormente pasó medio año en París antes de trasladarse a Berlín en 1909, donde trabajó como enfermera.
Tomó clases en la escuela de arte dramático del German Theater de Berlín, y en 1910 fue contratada por Max Reinhardt como actriz. Al año siguiente trabajó allí en pequeños papeles y comenzó a utilizar el nombre artístico de Erna Morena.
Debutó en el cine en 1913 en The Sphinx, de Eugen Illés, para la recién fundada productora Literaria Film, de Alfred Duskes. Su salario era de 500 marcos al mes, unos 2.016 euros.

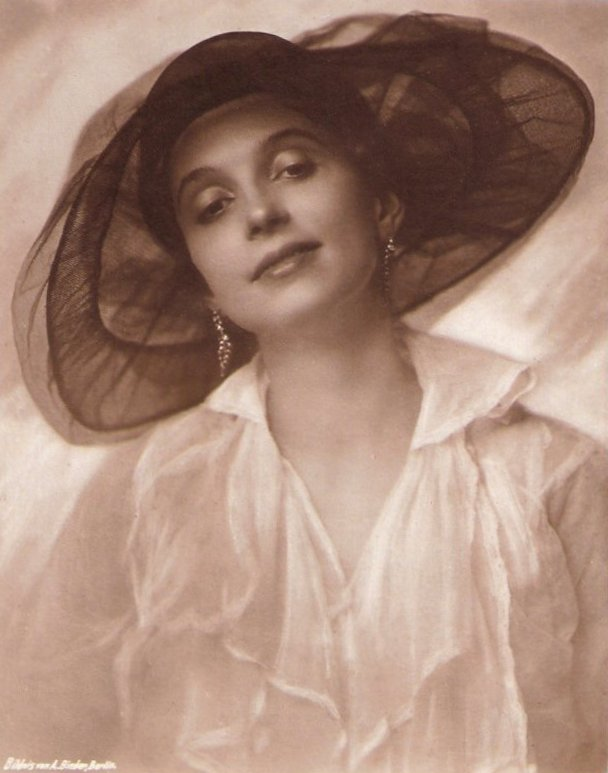
Erna Morena fotografiada por Alexander Binder, 1925

Morena trabajó a las órdenes de directores tan conocidos como Paul Leni, Richard Oswald, Robert Wiene, F. W. Murnau y Georg Wilhelm Pabst, y actuó junto a actores notables como Conrad Veidt, Emil Jannings, Reinhold Schünzel y Werner Krauss.
Morena también intentó ser productora: en 1918 fundó Erna Morena Film GmbH en Berlín, con el apoyo de algunos amigos como socios, con los que produjo las películas mudas Colomba (1918) y Die 999. Nacht (1920).
De 1915 a 1921, Erna Morena estuvo casada con el escritor Wilhelm Herzog. La pareja tuvo una hija, Eva-Maria Herzog (1915–2007).
Morena interpretó el papel de esposa del Konsistorialrat en la película de propaganda nazi Jud Süß. Su última aparición en el cine fue en Immortal Beloved (1951).
Morena murió el 20 de julio de 1962 y fue enterrada junto a su madre en el Winthirfriedhof de Munich-Neuhausen. La hija de Morena, Eva-Maria, fue enterrada con ellas a su muerte en 2007.

## Filmografía seleccionada
- Frau Eva (1916)
- Lulu (1917)
- The Ring of Giuditta Foscari (1917)
- Colomba (1918)
- Diary of a Lost Woman (1918)
- The Skull of Pharaoh's Daughter (1920)
- Figures of the Night (1920)
- Algol (1920)
- Kurfürstendamm (1920)
- The Love Affairs of Hector Dalmore (1921)
- You Are the Life (1921)
- The Maharaja's Favourite Wife (1921)
- The Indian Tomb (1921)
- Journey Into the Night (1921)
- The Conspiracy in Genoa (1921)
- The Earl of Essex (1922)
- De bruut (1922)
- Louise de Lavallière (1922)
- Fridericus Rex (1922)
- Gold and Luck (1923)
- The Great Industrialist (1923)
- William Tell (1923)
- Mountain of Destiny (1924)
- Mother and Child (1924)
- Wallenstein (1925)
- Goetz von Berlichingen of the Iron Hand (1925)
- The Iron Bride (1925)
- In the Valleys of the Southern Rhine (1925)
- Bismarck (1925)
- An Artist of Life (1925)
- The Marriage Swindler (1925)
- One Does Not Play with Love (1926)
- The Adventurers (1926)
- The Grey House (1926)
- The Right to Live (1927)
- The Trial of Donald Westhof (1927)
- Bismarck 1862–1898 (1927)
- Grand Hotel (1927)
- Only a Viennese Woman Kisses Like That (1928)
- The Fate of the House of Habsburg (1928)
- Youthful Indiscretion (1929)
- Somnambul (1929)
- Misled Youth  (1929)
- The Customs Judge (1929)
- The Love Market (1930)
- Scapa Flow (1930)
- The Song of the Nations (1931)
- Ash Wednesday (1931)
- The First Right of the Child (1932)
- A Night in Paradise (1932)
- The Eleven Schill Officers (1932)
- So Ended a Great Love (1934)
- Between Two Hearts (1934)
- Elisabeth and the Fool (1934)
- Song of Farewell (1934)
- What Am I Without You (1934)
- Farewell Waltz (1934)
- Pygmalion (1935)
- Victoria (1935)
- Between the Parents (1938)
- Jud Süß (1940)
- The Enchanted Princess (1940)
- Immortal Beloved (1951)